# Avarua
Avarua je hlavní město svrchovaného státu Cookovy ostrovy. Leží na severním pobřeží vulkanického ostrova Rarotonga, patřícího do jižní skupiny ostrovů, jejichž je i správním centrem a zároveň i největším sídlem. Žije zde 4 906 obyvatel (stav 2016).
Město se nachází na relativně rovinaté oblasti pobřeží, která se zvedá do drsných hor ve vnitrozemí. Nábřeží je skalnaté, i když je zde několik písečných pláží. Ve vodách nedaleko centra města je vrak komerční nákladní lodi SS Maitai, která v prosinci 1916 najela na mělčinu na pobřežním útesu.

V centru města se nachází Národní kulturní centrum sira Geoffreyho Henryho, ve kterém sídlí vládní úřady, Národní muzeum, Národní knihovna a Národní auditorium. Muzeum Cookových ostrovů zobrazuje artefakty včetně řemesel Cookových ostrovů a prvního tiskařského lisu na ostrovech, který byl dovezen v roce 1830. Rozšiřující centrum University of the South Pacific poskytuje odborné a studijní obory.

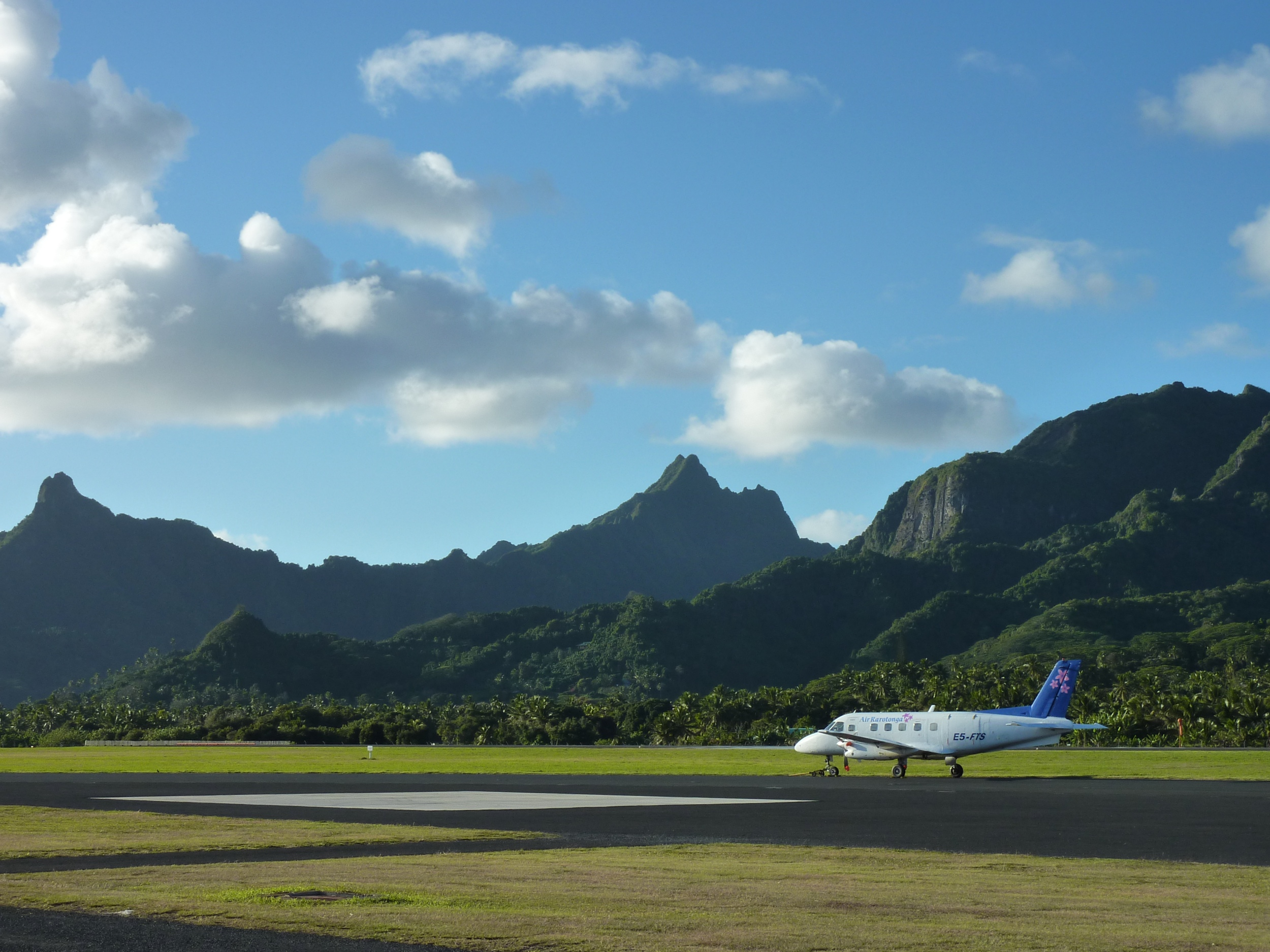
Mezinárodní letiště Rarotonga

Avarua je obsluhována letištěm Rarotonga International Airport a přístavem Avatiu.
Zdroje příjmů jsou zejména cestovní ruch, obchod, rybolov a zemědělství.